# Eparchie kolomenská
Eparchie Kolomna je eparchie ruské pravoslavné církve nacházející se v Rusku.

## Území a titul biskupa
Zahrnuje správní hranice území městských okruhů Kolomna, Ramenskoje, Bronnicy, Žukovskij, Zarajsk, Kašira, Serebrjanyje Prudy, Luchovicy, Voskresensk a Jegorjevsk Moskevské oblasti.
Eparchiálnímu biskupovi náleží titul biskup krutický a kolomenský.

## Historie
Kolomenská katedra byla zřízena v polovině 14. století, a to nejpozději v březnu 1353. Biskup Afanasij z Kolomny byl poprvé zmíněn v duchovní závěti velikého knížete Semjona Hrdého roku 1350, poté mezi hierarchy kteří byli přítomni na pohřbu metropolity kyjevského Feognosta dne 13. března 1353.
Hlavním účelem vytvoření eparchie bylo poskytnout metropolitům celé Rusi (oficiálně metropolita kyjevský), kteří měli rezidenci v Moskvě pomocného biskupa. Kolomenští biskupové zaujímali v církevní hierarchii v 14.-15. století vysoké postavení. Plnily úkoly metropolitů a často byli správci velkoknížectví.
V 60. letech 14. století přešly záležitosti metropolitního vikáře na biskupa sarského a podonského, který byl povolán do Moskvy a jeho sídlem bylo Krutické podvorje. To velmi přispělo ke ztrátě dřívějších pozic kolomenské eparchie, její biskupové již nehráli klíčovou roli při řešení církevních a politických otázek.
V 17. století byla kolomenská eparchie nejmenší eparchií Ruské pravoslavné církve a podle arcidiakona Pavla z Aleppa také nejchudší.
Dne 5. prosince 1657 patriarcha Nikon zrušil kolomenskou eparchii a její území připojil k patriarchální oblasti. Po 9 letech byla eparchie obnovena a to jmenováním archimandrity Misaila dne 9. června 1667. Eparchie byla také povýšena na archieparchii.
Eparchie v 18. století přestala hrát jakoukoli roli v systému církevně-správních vztahů. Biskupové byli do ní jmenováni především za účelem zajištění jejich materiální existence. Stala se jakýmsi „útočištěm“ pro biskupy, kteří dočasně nebo úplně odešli do důchodu.
Dne 31. července 1799 byla eparchie znovu zrušena a stala se součástí moskevské eparchie. Její biskupové získali titul biskup moskevský a kolomenský. Část území kolomenské eparchie připadla rjazaňské eparchii.
S obnovením patriarchátu roku 1917 se Moskva a Moskevská gubernie staly patriarchální eparchií. Dne 8. prosince 1917 bylo rozhodnuto Místní radou Ruské pravoslavné církve aby patriarchální vikář získal titul arcibiskup kolomenský a možajský.
Dne 27. dubna 1934 udělil Prozatímní patriarchální Svatý synod patriarchálnímu locum tenens metropolitovi Sergiju (Stragorodskému) titul metropolita moskevský a kolomenský.
Od roku 1947 získal patriarchální vikář titul metropolita krutický a kolomenský.
Dne 13. dubna 2021 byla rozhodnutím Svatého synodu znovu obnovena eparchie kolomenská a zařazena do moskevské metropole.

## Seznam biskupů

### Biskupové kolomenští
- 1350–1353 Afanasij
- 1354–1360 Gerasim
- 1363–1374 Filimon
- 1375–1388 Gerasim
- 1389–1392 Pavel
- 1392–1405 Grigorij, svatořečený
- 1406–1408 Ilarion
- 1410–1418 Ioann
- 1419–1437 Amvrosij
  - Afanasij II.
  - Filimon II.
  - Feodosij I.
  - Avraamij
- 1437–1449 Varlaam I.
  - Pavel II.
- 1450–1453 Iosif I.
- 1453–1473 Gerontij, svatořečený
- 1473–1480 Nikita (Semeškov)
- 1481–1489 Gerasim (Smerdkov)
- 1490–1501 Avraamij
- 1502–1504 Nikon
- 1507–1518 Mitrofan
- 1520–1525 Tichon
  - Vasilij

### Biskupové kolomenští a kaširští
- 1525–1542 Vassian (Toporkov)
- 1542–1556 Feodosij
  - Evfimij
  - Gerasim IV. (1563–?)
- 1560–1564 Varlaam II.
- 1565–1569 Iosif II.
- 1570–1571 Savvatij
- 1571–1580 David
- 1581–1586 Iov, svatořečený
- 1586–1615 Iosif III.
- 1618–1652 Rafail
- 1652–1654 Pavel III., svatořečený
- 1655–1657 Alexandr
  - 1657–1667 eparchie zrušena
- 1667–1671 Misail
- 1672–1675 Iosif IV.
- 1676–1681 Pavel (Moravskij)
- 1681–1704 Nikita (Totemskij), arcibiskup
- 1705–1716 Antonij (Odinovič), arcibiskup
- 1718–1724 Ioannikij, metropolita
- 1724–1727 Varlaam (Lenickij)
- 1727–1730 Ignatij (Smola)
- 1731–1739 Veniamin (Sachnovskij)
- 1739–1740 Kiprian (Skripicyn)
- 1740–1749 Savva (Špakovskij)
- 1749–1755 Gavriil (Kremeněckij)
- 1755–1763 Porfirij (Krajskij)
- 1763–1787 Feodosij (Michajlovskij)
- 1788–1788 Feofilakt (Gorskij)

### Biskupové kolomenští a tulští
- 1788–1799 Afanasij (Ivanov)

### Biskupové kolomenští a kaširští
- 1799–1799 Mefodij (Smirnov)

### Kolomenský vikariát moskevské eparchie
- 1918–1919 Ioasaf (Kallistov)
- 1920–1929 Feodosij (Ganickij), svatořečený
- 1929–1933 Petr (Rudněv)
- 1933–1934 Sergij (Voskresenskij)

### Kolomenská eparchie
- 2021–2021 Juvenalij (Pojarkov)
- od 2021 Pavel (Ponomarjov)